# Atomoxetin
Atomoxetin ist ein zur Behandlung der Aufmerksamkeitsdefizit-/Hyperaktivitätsstörung (ADHS) zugelassener Arzneistoff. Er wird unter den Handelsnamen Atomoxetin, Atomoxe, Agakalin und Strattera (Ersteinführung als Strattera) vermarktet.
Atomoxetin wurde im März 2005 in Deutschland für die Behandlung von Kindern und Jugendlichen ab 6 Jahren sowie für eine Weiterbehandlung von ADHS im Erwachsenenalter zugelassen. Im Juni 2013 wurde die Zulassung auf den Behandlungsbeginn im Erwachsenenalter erweitert. 2017 wurden in den USA erstmals mehrere Generika zugelassen.
Es kann eine assoziierte Ticstörung lindern.
Die Wirksamkeit von Atomoxetin bei ADHS ist etwas geringer als bei den Stimulanzien oder Guanfacin, jedoch gut belegt.

## Pharmakologie
Ursprünglich wurde Atomoxetin zur Behandlung von Depressionen entwickelt, hat sich dafür jedoch als unwirksam erwiesen. Die chemische Struktur ähnelt stark derjenigen von Fluoxetin. Im Gegensatz zum Serotonin-Wiederaufnahmehemmer (SSRI) Fluoxetin soll Atomoxetin selektiv die Wiederaufnahme (Re-Uptake) von Noradrenalin aus dem synaptischen Spalt hemmen (NARI).
Atomoxetin wirkt in klinischen Dosen auch als NMDA-Rezeptor-Blocker. Dies könnte für seine Wirksamkeit bei ADHS relevant sein, da es starke Hinweise auf eine Beteiligung des glutamatergen Systems an der Pathophysiologie von ADHS gibt.
Pharmakokinetische Daten:
- Bioverfügbarkeit = 63–94 %
- Proteinbindung = 98 %
- Plasmahalbwertszeit = 3,6 h

## Nebenwirkungen und Anwendungsbeschränkungen
Bei der Behandlung von Kindern und Jugendlichen sind prinzipiell ähnliche Vorsichtsmaßnahmen wie bei den Serotonin-Wiederaufnahmehemmern zu beachten. Gegenanzeigen für die Anwendung sind ein Engwinkelglaukom, bestimmte schwere kardiovaskuläre oder zerebrovaskuläre Erkrankungen oder die gleichzeitige Anwendung von MAO-Hemmern.
Nach Markteinführung wurde 2005 über ein signifikant erhöhtes Risiko der Begünstigung oder Auslösung von aggressivem Verhalten, Suizidalität und Suizidhandlungen unter Atomoxetin im Vergleich zu Placebo bei Kindern, nicht aber bei Erwachsenen berichtet, was bei der Anwendung zu beachten ist. Sehr selten gab es Spontanberichte über Leberschädigungen, die sich mit erhöhten Leberenzymwerten und erhöhtem Bilirubin äußerten, ebenso über schwere Leberschädigungen einschließlich akutem Leberversagen. Atomoxetin wirkt sich auf Herzfrequenz und den Blutdruck aus, weswegen diese regelmäßig zu kontrollieren sind.

## Handelsnamen
Strattera (D, A, CH, USA), Agakalin (D), Atomoxe (D), Atofab (A), Konaten (PL), diverse Generika (D, CH, USA)